# دوره الیزابت
دوره الیزابت (به انگلیسی: Elizabethan era) دوره‌ای در تاریخ انگلستان است که با فرمانروایی الیزابت یکم (۱۵۵۸–۱۶۰۳) متمایز می‌شود. تاریخ‌نگاران معمولاً از این دوره به‌عنوان دوران طلایی تاریخ انگلستان یاد می‌کنند. نماد «بریتانیا» (Britannia)، که نخستین بار در سال ۱۵۷۲ استفاده شد، از آن پس اغلب به نشانهٔ دوره الیزابت به‌عنوان رنسانس انگلستان به‌کار رفت. واژه‌ی رنسانس، به معنای نوزایی است. در این دوره، فرهنگ و هنر یونان و روم تولد دوباره یافت. در عصر رنسانس، انسان‌گرایی یا اومانیسم پدید آمد که به ارزش‌های زندگی زمینی انسان توجه داشت. این امر بر احیای تراژدی و کمدی و رواج‌ و رونق تئاتر تاثیر گذاشت. رنسانس در کشورهای مختلف رواج یافت مانند: ایتالیا، انگلستان، اسپانیا، فرانسه.
این دوره، یعنی نیمه‌ی دوم قرن شانزده میلادی در انگلستان را، به خاطر توجه ویژه‌ی ملکه و شکفتگی نمایش در آن، عصر الیزابت می‌نامند.
تئاتر انگلستان در زمان سلطنت الیزابت اول(۱۵۵۸_۱۶۰۳) از پیشرفت معجزه‌آسایی برخوردار شد. از این رو به تئاتر این دوره، "تئاتر الیزابتی" هم می‌گویند.
در این دوره، گروه‌های نمایشی مهمی چون: "لرد چمبرلین" وجود داشتند.
همینطور مشهورترین تماشاخانه‌ی این دوره در انگلستان، تماشاخانه‌ی "گلوب" بود. پلان تماشاخانه‌های این دوره، سه سویه (صحنه هلالی) است؛ به این معنا که از سه طرف دید دارد و تماشاچی در سه طرف صحنه می‌نشیند.
ویلیام شکسپیر، بن جانسون، تامس کید، رابرت گرین، کریستوفر مارلو، جان لی‌لی از نویسندگان مهم این دوره هستند.
در بخش‌های زیر، به بررسی این نویسندگان می‌پردازیم:

## جان لی‌لی
جان لی‌لی (حدود۱۵۵۴–۱۶۰۶) اساسا برای شرکت‌های پسران که برای اشراف نمایش اجرا می‌کردند می‌نوشت. شاخص‌ترین آثار او، کمدی‌های پاستورال(روستایی) است که میان اساطیر کلاسیک و مسائل روز انگلیسی در نوسان است. 
آثار جان لی‌لی بر گرد جهانی افسانه‌ای دور می‌زنند که معضلات موجود با یک عصای جادویی از میان برداشته می‌شوند.
همه‌ی آثار لی‌لی، بجز یکی از آن‌ها، به نثری به دقت متعادل و تا حدی مصنوع نوشته شده‌اند؛ شهرت لی‌لی به واسطه‌ی همین نثر اوست.
آثار جان لی‌لی: کمپسپ / مسخ عشق / اَندیمیون  

## کریستوفر مارلو
کریستوفر مارلو (۱۵۶۴–۱۵۹۳)، متولد انگلستان و هم‌عصر شکسپیر بود. او پس از پایان تحصیلات کلاسیک در کمبریج، تعدادی نمایشنامه برای تئاترهای عمومی نوشت. او در سازمان‌های مخفی انگلیس کار می‌کرد و در نهایت، به طرز مشکوکی در سن ۳۲ سالگی به دست مهمانسرا‌‌داری کشته شد؛ به همین دلیل او را شاعر نفرین شده می‌خوانند.
از او تنها ۶ تراژدی به جا مانده است. 
در نمایشنامه‌های کریستوفر مارلو، تمرکز اصلی بر روی قهرمان داستان است و یک سلسله داستان‌های فرعی برای باز شدن انگیزه‌های پیچیده‌ی نمایش بر گرد این شخصیت دور می‌زند. نمایشنامه‌ی ادوارد دوم، در تحول نمایشنامه‌های تاریخی این دوره بسیار موثر بوده است؛ زیرا مارلو در این نمایشنامه نشان می‌دهد که چگونه می‌توان یک داستان متناسب را از وقایع پراکنده‌ی تاریخی با تنظیم دوباره، بزرگنمایی و تغییر دادن به وجود آورد به طوری که به نظر برسد روابطی علّی بین آن‌ها برقرار است. مهم‌تر از آن، کریستوفر مارلو شاعر بزرگی نیز بود و در تکامل نظم به عنوان یک وسیله‌ی دراماتیک از همه‌ی پیشینیان شکسپیر موثرتر بود.
آثار کریستوفر مارلو: دکتر فاستوس / ادوارد دوم / تامبرلین / تیمور لنگ / یهودی مالت

## رابرت گرین
رابرت گرین (۱۵۵۸–۱۵۹۲)، در عصر الیزابت، نمایش‌های پاستورال (روستایی) و  کمدی احساساتی (رمانتیک) می‌نوشت. اما آثار او متنوع‌تر از آثار لی‌لی بودند؛زیرا گرین، عناصر متعددی را در یک نمایشنامه جمع می‌کرد. او داستان‌های عاشقانه‌ی روستایی را با وقایع تاریخی در هم ادغام می‌کرد. نمایشنامه‌ی "جیمز چهارم" از آثار اوست. او را به خاطر شخصیت‌های جذاب و پرمایه زن در آثارش ستوده‌اند. قهرمان‌های زن آثار او پس از مدت‌ها سرگردانی در میان وسوسه‌های گوناگون، سرانجام به آرزوی دیرین خود می‌رسند.

## تامس کید
نمایشنامه‌ی "تراژدی اسپانیایی" اثر تامس کید (۱۵۵۸–۱۵۹۴) می‌باشد. این اثر، مشهورترین نمایشنامه‌ی قرن شانزدهم است. استقبالی که از این نمایشنامه به عمل آمد، شیوه‌ی آن را به عنوان الگوی تراژدی متداول ساخت. این اثر استفاده‌ی آزادانه‌ای از مکان و زمان به عمل می‌آورد و شیوه‌ سه‌نه‌کایی را از جمله ارواح، همسرایان، تک‌گویی، محرم راز، تقسیم نمایش به ۵ پرده، به‌کار می‌برد.
با آن‌که "تراژدی اسپانیایی" فاقد شخصیت‌پردازی و اندیشه عمیق است، معهذا پیشرفت قابل ملاحظه‌ای را نسبت به نمایشنامه‌های پیش از خود نشان می‌دهد.

## بن جانسن
بن جانسن (۱۵۷۲–۱۶۳۷) را پس از شکسپیر، بهترین درام‌نویس دوران الیزابت می‌شناسند. بن جانسون که روزگاری بازیگر بود، در میانه‌ی ۱۵۹۰ آغاز به نوشتن نمایشنامه کرد. او بیش از درام‌نویسان دیگرِ انگلیسی به اصول کلاسیک روی آورد و مایل بود با استفاده از تجربیات درام‌های باستانی، افراط درام‌نویسان کشور خود را تعادل بخشد. او مقلد چشم و گوش بسته‌ی آثار گذشتگان نبود، بلکه بر اصول کلاسیک، بدعت‌های بسیار نهاد و به فراوانی از مسیر آن‌ها منحرف شد. 
جانسن، مورد توجه شاه و دربار بود و بیش از هر درام‌نویس دیگری نمایش‌های بالماسکه نوشت. او از جانب سلطنت پذیرفته و ملک‌الشعرای دربار انگلستان شد. 
بن جانسن را واضع "کمدی مزاج‌ها" یا "کمدی طبایع" یا "خلق‌وخو" می‌دانند؛ زیرا وی رفتار غیرعادی و عجیب‌وغریب انسان‌ها را به عدم تعادل مزاج‌ها نسبت می‌داد. 
کمدی‌های جانسن را معمولا آثاری واقع‌گرا و اصلاح‌طلب می‌شناسند. 
وی همچنین دو تراژدی به نام‌های "سجانوس" و "کتی لین" نوشته که از مشهورترین نمایشنامه‌های آن دوران به‌شمار می‌رود.
شخصیت‌های بن‌ جانسن بر اساس تجربیات مستقیم مولف برگزیده شده‌اند و به خاطر قصورشان کیفر می‌یابند. شخصیت‌های وی از شخصیت‌های شکسپیر خشک‌تر و اخلاقی‌تر به نظر می‌رسند.
وی بیشتر به تجدید نظر در رفتار انسان‌ها می‌پرداخت و نقاط ضعف مردم زمان خود را طرح می‌کرد.
آثار مهم بن‌ جانسن: کیمیاگر / وُلپن/ نقاب سیاهی/ هرکس مزاجی دارد

## ویلیام شکسپیر
ویلیام شکسپیر (۱۵۶۴–۱۶۱۶م)، بزرگ‌ترین درام‌نویس تاریخ است. از او ۳۸ نمایشنامه به جا مانده که برخی از آن‌ها را با همکاری دیگران نوشته است. شهرت شکسپیر در اواخر سده ۱۷ آغاز می‌شود و در سده ۱۸ به اوج خود می‌رسد. او قابل فهم‌ترین، حساس‌ترین و از نظر دراماتیک موثرترین درام‌نویس دوران خود بوده است.
ویژگی آثار شکسپیر:
•در نمایشنامه‌های او، موقعیت‌ها و شخصیت‌ها همواره به صورتی واضح در صحنه‌های اول باز می‌شوند و حرکت نمایشی به صورت منطقی از طریق آن موقعیت‌ها تحول می‌یابند.
•در آثار شکسپیر، معمولا تعدادی داستان در آغاز در هم بافته می‌شوند و مستقل از هم پیش می‌روند؛ اما سر انجام در نتیجه نهایی به یکدیگر پیوند می‌خورند.(وحدت در کثرت)
•شخصیت‌های شکسپیر به رغم تنوع خود، غالبا نزدیک‌دل و زودآشنا و همچون افرادی واقعی و زنده می‌نماید.
•در آثار شکسپیر، شخصیت محرم راز، تک‌گویی، صحنه‌ی قتل و خشونت وجود دارد؛ از این رو به تراژدی‌های رومی شباهت زیادی دارد.
•بازیگران نمایشنامه‌های شکسپیر به صورت شخصیت‌های دقیقی تراشیده شده‌اند که در پهنه‌ای از نادانی و حماقت تا فرمانروایی و قهرمانی، از جوانی و معصومیت تا پیری و فساد تجسم می‌یابند.
•شکسپیر در حرکت صحنه آزادانه از زمان و مکان استفاده می‌کند و معمولا در یک نمایش، ماه‌ها و سال‌ها در مکان‌هایی جداگانه سپری می‌گردند.
•شکسپیر داستان‌هایش را از منابع گوناگونی(تاریخ، اسطوره، افسانه، قصه و نمایشنامه) اخذ کرده است اما به قدری روی آن‌ها کار می‌کرد که کاملا متعلق به خودش می‌شد.
•نمایشنامه‌های شکسپیر و همراهانش، شباهت‌های فنی زیادی دارند: همه از یک نقطه آغاز می‌کنند و دارای تداوم تاریخی پیوسته‌ای هستند؛ یعنی از عامل رجعت به گذشته، کم استفاده می‌کنند. همه وقایع مهم در صحنه نمایش داده می‌شوند. آثارشان فاقد مکان معینی هستند. توجه اصلی آن‌ها به تحول حرکت معطوف است. در این آثار، انسان آزادانه حق انتخاب دارد. مایه‌های اخلاقی غالبا از طریق تصاویر شاعرانه، تک‌گویی‌ها و کلمات قصار  مطرح می‌شوند.
•نمایشنامه‌های شکسپیر سرشار است از مسائل سیاسی، اخلاقی، اضطراب، غم و آرامش. تکیه اصلی شکسپیر بر مسائلی چون شرافت، سوءظن، تقدیر و تاثیر آن بر روی افراد گوناگون از تیپ‌های مختلف جامعه است که با استادی، تمام سویه‌های روان‌شناسانه افراد را در تقابل با این موضوعات بررسی می‌کند.
•شکسپیر، وحدت‌های سه‌گانه ارسطویی(وحدت زمان و مکان و موضوع) را نادیده گرفت و آثارش را با الهام از "سنه‌کا" در پنج پرده خلق کرد.
آثار کمدی شکسپیر: تاجر ونیزی / شب دوازدهم / طوفان / رویا در نیمه شب تابستان / رام کردن زن سرکش
آثار تاریخی شکسپیر: ریچارد سوم / هنری چهارم / هنری پنجم / هنری ششم
آثار تراژدی شکسپیر: هملت(شاهزاده دانمارک) / اتللو / مکبث / رومئو و ژولیت / شاه‌لیر / آنتونی و کلئوپاترا